# Liên minh Latinh
Liên minh Latinh (tiếng Anh: Latin Union) là một tổ chức quốc tế của các nước sử dụng ngôn ngữ Roman. Tiêu chí của tổ chức này giữ gìn, phát huy cũng như giới thiệu di sản văn hóa chung này và các chỉnh thể đồng nhất của cộng đồng các nước nói và ảnh hưởng của tiếng Latin. Liên minh Latin được thành lập năm 1954 tại Madrid, Tây Ban Nha và tồn tại như một thể chế chức năng cho đến năm 1983. Sau đó, số lượng thành viên của tổ chức này từ 12 tăng lên 37 thành viên bao gồm các quốc gia châu Mĩ, châu Âu, châu Phi và một số ít các nước ở khu vực châu Á Thái Bình Dương.
Những tên gọi chính thức của Liên minh Latin (được đề nghị bởi các quốc gia thành viên) là: Unión Latina trong tiếng Tây Ban Nha, União Latina trong tiếng Bồ Đào Nha, Union latine trong tiếng Pháp, Unione Latina trong tiếng Ý, Uniunea Latină trong tiếng România, và Unió Llatina trong tiếng Catalan.

## Tiêu chuẩn thành viên

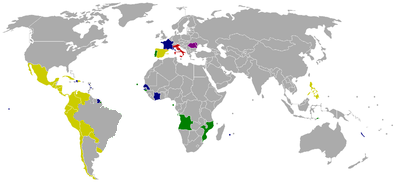
Thành viên Liên minh Latin:
Tây Ban Nha
Bồ Đào Nha
Pháp
Ý
Romania
Catalan

Theo website chính thức của Liên minh Latin, việc kết nạp thành viên tuân theo các tiêu chuẩn sau:
- Ngôn ngữ:
  - Ngôn ngữ chính thức có nguồn gốc từ tiếng Latin
  - Latin-derived language used in education
  - Latin-derived language commonly used in the mass media or in daily life
- Ngôn ngữ/Văn hóa:
  - Existence of significant literature in a Latin-derived language
  - Press và publication in Latin-derived language
  - Television with a strong proportion of the programming in a Latin-derived language
  - Radio widely broadcast in a Latin-derived language
- Văn hóa:
  - Direct or indirect inheritance of the legacy of Ancient Rome, to which the state remains faithful and which it perpetuates mainly through the education of Latin
  - Cultural education of Latin-derived foreign languages
  - Exchange programmes with other Latin countries
  - Societal organization, particularly in the legal plane, based on respect for fundamental liberties, the general principles of human rights và democracy, tolerance and freedom of religion

## Quốc gia thành viên
Các quốc gia thành viên của Liên minh Latin bao gồm các nước ở cả năm châu lục

### Tây Ban Nha(tiếng Tây Ban Nha:Español)
| - Bolivia - Chile - Colombia - Costa Rica - Cuba | - Cộng hòa Dominica - Ecuador - El Salvador - Guatemala - Honduras | - México - Nicaragua - Panama - Paraguay - Perú | - Philippines - Tây Ban Nha - Uruguay - Venezuela |

### Bồ Đào Nha(tiếng Bồ Đào Nha:Português)
| - Angola - Brasil | - Cabo Verde - Guiné-Bissau | - Mozambique - Bồ Đào Nha | - São Tomé và Príncipe - Đông Timor |

### Pháp(tiếng Pháp:Français)
| - Bờ Biển Ngà - Pháp | - Haiti - Monaco | - Sénégal |  |

### Ý(tiếng Ý:Italiano)
| - Ý | - San Marino |  |  |

### România(tiếng Romania:Română)
| - Moldova | - România |  |  |

### Catalan(tiếng Catalunya:Català)
- Andorra

## Quan sát viên thường trực
- Argentina
- Tòa Thánh
- Dòng Chiến sĩ Toàn quyền Malta

## Ngôn ngữ chính thức
Ngôn ngữ chính thức của Liên minh Latin bao gồm tiếng Tây Ban Nha, tiếng Bồ Đào Nha, tiếng Pháp, tiếng Ý, tiếng România và nhóm ngôn ngữ Catalan. Tiếng Tây Ban Nha, tiếng Bồ Đào Nha, tiếng Pháp, tiếng Ý được sử dụng khi làm việc. Tất cả văn bản được công bố đều được dịch ra 4 thứ tiếng nói trên.